# Памятник Тарасу Шевченко (Будапешт)
Памятник Тарасу Шевченко (укр. Пам'ятник Тарасові Шевченку) — монумент, воздвигнутый в честь украинского поэта, прозаика, художника и этнографа Тараса Григорьевича Шевченко в столице Венгрии городе Будапешт.

## История
Памятник был открыт 11 июля 2007 года в Будапеште. В открытии приняли участие Президент Украины Виктор Ющенко и Президент Венгрии Ласло Шойом с супругами. Также в церемонии открытия приняли участие представители Государственного самоуправления украинцев Венгрии и Европейского конгресса украинцев.
Монумент установлен в сквере греко-католической церкви на правом берегу Дуная напротив МИД Венгрии.
Автор памятника — Иван Микитюк, член Национального союза художников Украины, профессор Львовской академии искусств, Заслуженный деятель искусств Украины. Памятник отлит из бронзы, общая высота — 3 метра.